# Hamburg-Rothenburgsort
Rothenburgsort ist ein Stadtteil im Bezirk Hamburg-Mitte der Freien und Hansestadt Hamburg.

## Geografie

### Gliederung des Stadtteils

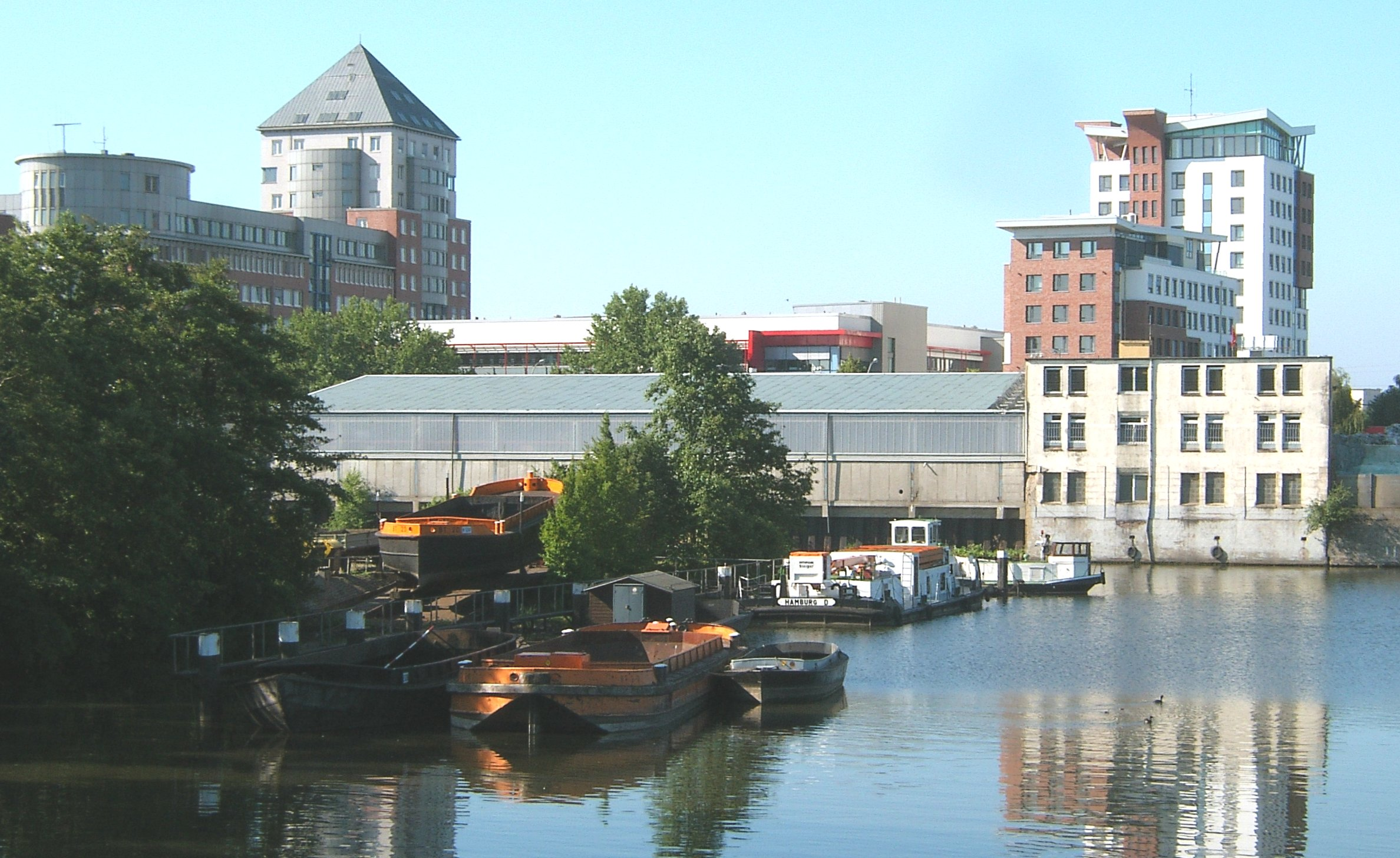
Blick von der „Grünen Brücke“ in Hammerbrook

Rothenburgsort liegt im Mündungsgebiet der Bille in die Elbe auf dem nordwestlichen Ausläufer der früheren Elbinsel Billwerder (Billwerder Ausschlag). Der Stadtteil umfasst die Ortsteile 132 und 133 und lässt sich funktional in fünf Teilbereiche (von Nord nach Süd) gliedern:
1. die 38 Hektar große Billerhuder Insel mit Kleingärten
2. südlich davon, durch den Bullenhuser Kanal getrennt, ein Industrie- und Gewerbegebiet beidseits des Billekanals entlang von Großmann- und Billstraße,
3. weitläufigen Eisenbahnanlagen mit den S-Bahnhöfen Rothenburgsort und Tiefstack sowie dem ehemaligen Güterbahnhof Rothenburgsort
4. das Wohnviertel von Rothenburgsort, das zugleich den Kern des Stadtteils bildet
5. ein Grünzug entlang der Elbe, der vom Elbpark Entenwerder über die Elbinsel Kaltehofe bis zum Elbwasserfilterwerk in Moorfleet reicht.

### Benachbarte Stadtteile
Rothenburgsort grenzt im Westen an Hammerbrook, HafenCity, Veddel und an Wilhelmsburg im Bezirk Hamburg-Mitte, im Süden an Spadenland und Tatenberg im Bezirk Bergedorf, zu dem auch das östlich angrenzende Moorfleet gehört. Ebenfalls im Osten grenzt Billbrook an Rothenburgsort, das wie das nördlich angrenzende Hamm Teil von Hamburg-Mitte ist.

## Geschichte

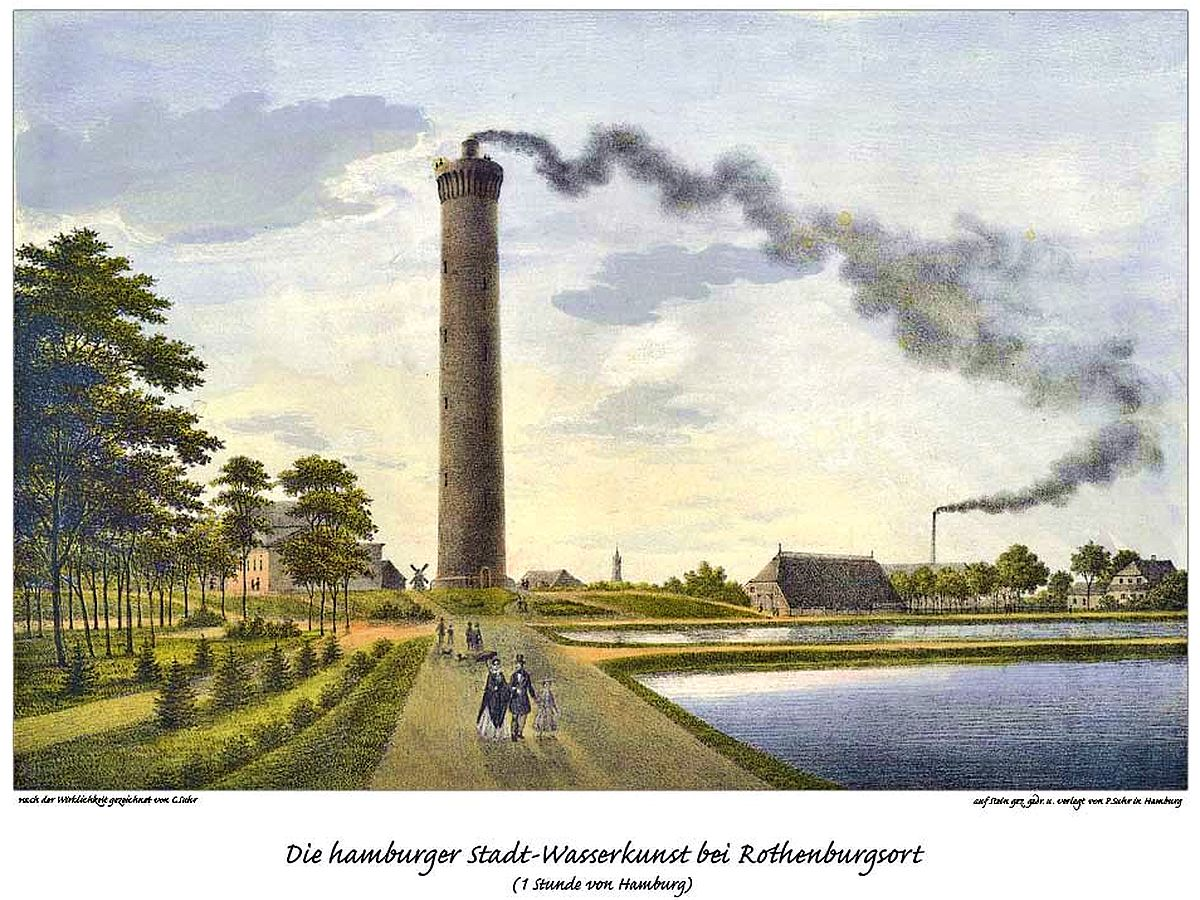
Spaziergang am Wasserturm um 1848

Der Großteil der Flächen des heutigen Stadtteils, der Billwerder Ausschlag, gehörte seit 1385 zu Hamburg und wurde bis 1494 eingedeicht. Der damalige Deichverlauf entspricht dem heutigen Verlauf der Straßen Billhorner Deich, Ausschläger Billdeich und Ausschläger Elbdeich.
Seit dem 17. Jahrhundert besaß die Familie Rodenborg auf dem Ausschlag ausgedehnte Ländereien. 1614 kaufte der Ratsherr Johann Rodenborg das Gelände des heutigen Trauns Park, das daraufhin von den damaligen Anliegern Rodenborg’s Ort genannt wurde. Die Familie starb 1742 aus. 1625 wurde die Bullenhuser Schleuse, die sich etwa bei der heutigen Grünen Brücke befand, durch eine Sturmflut zerstört. Um den Billwerder Ausschlag besser zu schützen, wurde daraufhin auch der westlich vorgelagerte Billhorn eingedeicht und die Brandshofer Schleuse als Ersatz für die zerstörte Schleuse gebaut.

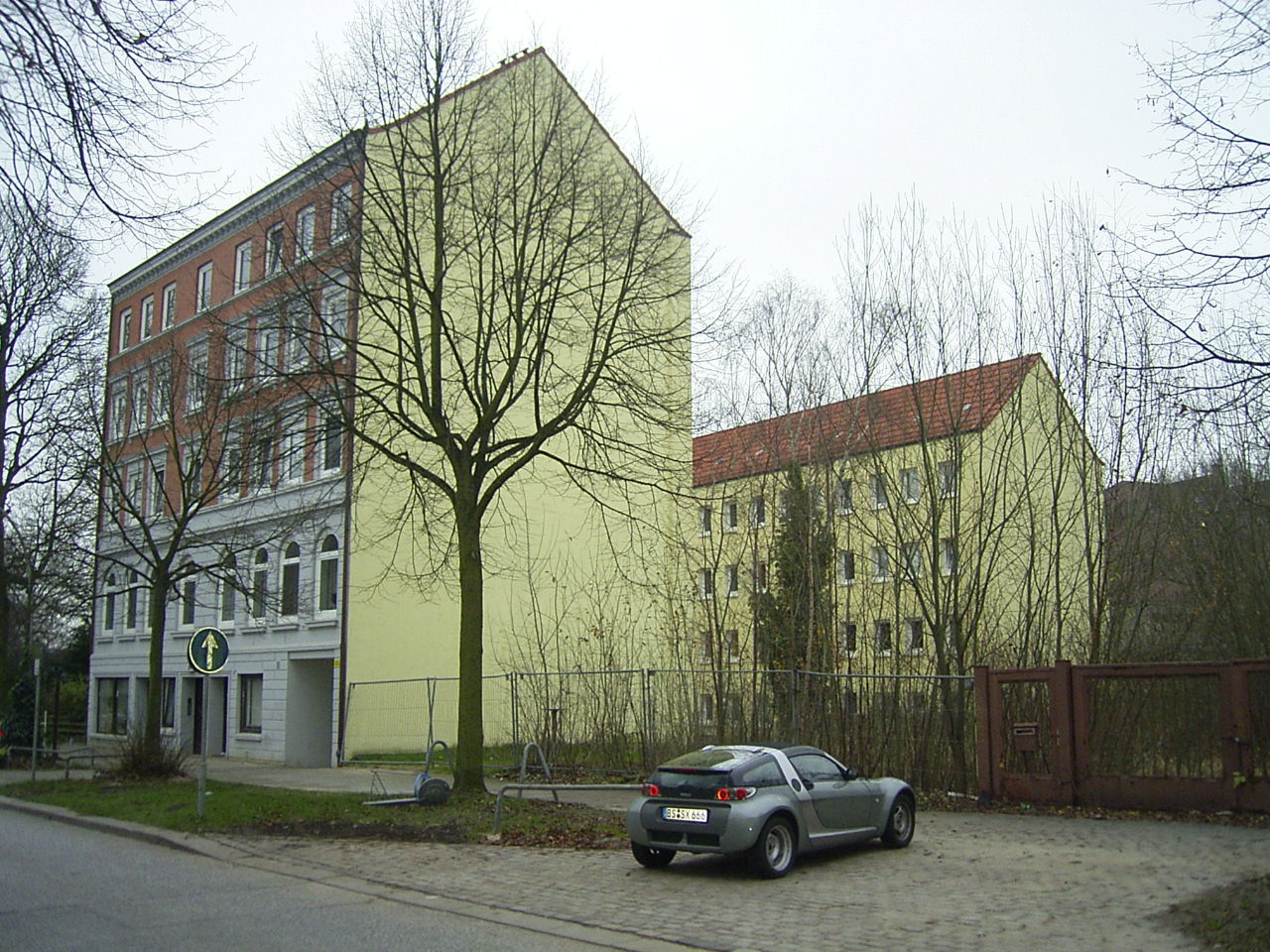
Terrasse im Vierländer Damm 274–276

1871 wurde der Billhorn dem Billwerder Ausschlag zugeschlagen und das Gesamtgebiet zum Vorort mit etwa 7200 Einwohnern erklärt. Die Aufhebung der Torsperre 1860 hatte zu verstärktem Zuzug geführt. Im Westen des Stadtteils wurden überwiegend Arbeiterwohnungen für Hafenarbeiter errichtet, während der Norden und der Osten sich zum Industriegebiet wandelten. Zunächst wurden überwiegend Terrassenhäuser errichtet, mit allen Folgen, die die ungesunde Hinterhofbebauung schuf. In den 1920er Jahren folgten die Backsteinwohnanlagen, wie sie Fritz Schumacher für den gesamten Siedlungsgürtel um die Innenstadt herum plante.
1875 wurde die erste Kommunalvertretung gegründet, der erste Sport- und Gesangsverein bildete sich und die Sankt-Thomas-Kirche wurde gebaut. 1887 fuhr eine elektrifizierte Straßenbahn als Linie 21 vom Wasserturm zum Deichtor. Zur selben Zeit wurde die neue Elbbrücke erbaut. 1894 wurde Billwerder Ausschlag zum Stadtteil erhoben und um die Kalte Hofe sowie die Billwerder Insel erweitert, es hatte 1938 etwa 44.000 Einwohner. 1938 wurde Rothenburgsort vom Billwerder Ausschlag abgespalten und zu einem eigenständigen Stadtteil aufgewertet.
Der Stadtteil wurde bei den alliierten Bombenangriffen im Juli 1943 weitgehend zerstört. Nach dem Zweiten Weltkrieg war zunächst geplant worden, das Gebiet zum Binnenschiffhafen und Industriegebiet umzuwidmen. Zwar wurde für Teile des Stadtteils bereits 1950 das Bauverbot aufgehoben, der Wiederaufbau beschleunigte sich aber erst, als 1955 auch die Binnenhafenpläne ad acta gelegt worden waren.

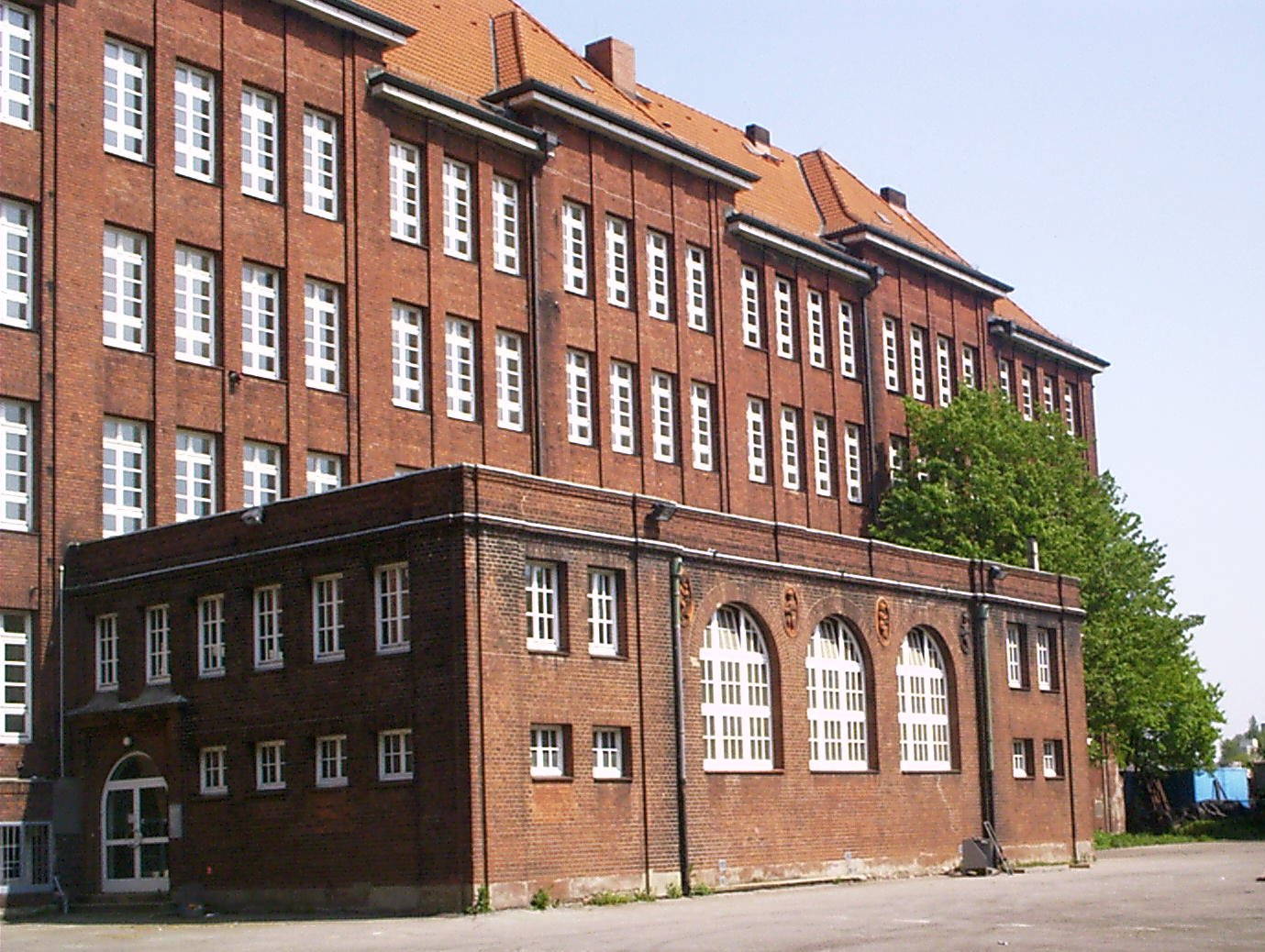
Schule Bullenhuser Damm

In der 1910 eröffneten Volksschule, nach Plänen von Albert Erbe erbaut, am Bullenhuser Damm war am Ende des Zweiten Weltkriegs ein Außenlager des KZ Neuengamme untergebracht. Am 20. April 1945 wurden 20 dort internierte Kinder von der SS ermordet. Kurz danach wurden zwei Pfleger, zwei Ärzte und 24 sowjetische Kriegsgefangene getötet. Die Schule wurde 1980 in Janusz-Korczak-Schule umbenannt und der Lehrbetrieb 1987 eingestellt. Das Schulgebäude ist heute eine Gedenkstätte und wird als Kindergarten der „Stiftung Kindergärten Finkenau“ benutzt. Eine weitere Stätte von NS-Verbrechen war das ehemalige Kinderkrankenhaus Rothenburgsort.
1970 wurde Rothenburgsort wieder mit dem Billwerder Ausschlag zu einem Stadtteil vereinigt.
Mit dem Konzept der Stadt: Stromaufwärts an Elbe und Bille – Wohnen und urbane Produktion in Hamburg Ost – soll Rothenburgsort näher an die Stadt rücken. Langfristige Ziele: neue Wohn- und Stadtqualitäten zu schaffen, moderne Industrie- und Gewerbestrukturen zu entwickeln sowie die Qualität der Wasserlagen und Grünräume zu verbessern und sie zu verbinden. Die Stadtteilinitiative „Hamburgs Wilder Osten“ befürchtet eine Gentrifizierung und fordert stattdessen eine gerechte Stadtentwicklung in demokratischer Verantwortung.

## Statistik
(Quelle: )
- Anteil der unter 18-Jährigen: 18,4 % [Hamburger Durchschnitt: 16,8 % (2023)]
- Anteil der Haushalte mit Kindern: 18,1 % [Hamburger Durchschnitt: 17,8 % (2023)]
- Anteil der über 64-Jährigen: 13,8 % [Hamburger Durchschnitt: 17,8 % (2023)]
- Ausländeranteil: 38,8 % [Hamburger Durchschnitt: 20,7 % (2023)]
- Arbeitslosenquote: 11,1 % [Hamburger Durchschnitt: 6,2 % (2023)]
- Anteil von Leistungsempfängern nach SGB II: 22,7 % [Hamburger Durchschnitt: 10,0 % (2023)]

Rothenburgsort zählt zu den einkommensschwächsten Hamburger Stadtteilen. Die durchschnittlichen jährlichen Einkünfte pro Steuerpflichtigen betrugen hier im Jahre 2020 etwa 26.322 Euro und sind deutlich geringer als der Hamburger Durchschnitt (48.035 Euro).

## Politik
Für die Wahl zur Bürgerschaft gehört Rothenburgsort zum Wahlkreis Billstedt – Wilhelmsburg – Finkenwerder. Die Bürgerschaftswahlen 2025, 2020, 2015, 2011, 2008, 2004, 2001, 1997, 1993, 1991, 1987, 1986, Dezember 1982 und Juni 1982 führten zu folgendem Ergebnis:
| Bürgerschaftswahl | SPD    | Linke 2) | AfD    | CDU    | Grüne 1) | FDP    | Übrige    |
| ----------------- | ------ | -------- | ------ | ------ | -------- | ------ | --------- |
| 2025 3)           | 34,9 % | 16,4 %   | 13,5 % | 13,0 % | 11,6 %   | 01,9 % | 08,7 %    |
| 2020              | 45,7 % | 13,5 %   | 07,8 % | 06,0 % | 15,9 %   | 02,9 % | 08,1 %    |
| 2015              | 52,4 % | 12,2 %   | 07,7 % | 09,5 % | 07,3 %   | 04,3 % | 06,6 %    |
| 2011              | 55,2 % | 09,1 %   | –      | 18,3 % | 06,0 %   | 03,1 % | 08,3 %    |
| 2008              | 41,7 % | 09,6 %   | –      | 34,1 % | 05,2 %   | 03,3 % | 06,1 %    |
| 2004              | 37,1 % | –        | –      | 43,5 % | 06,7 %   | 01,8 % | 10,9 % 4) |
| 2001              | 41,7 % | 00,2 %   | –      | 20,2 % | 03,9 %   | 01,9 % | 32,1 % 5) |
| 1997              | 45,9 % | 00,4 %   | –      | 23,8 % | 07,0 %   | 01,5 % | 21,4 % 6) |
| 1993              | 50,3 % | –        | –      | 18,6 % | 07,3 %   | 02,0 % | 21,8 % 7) |
| 1991              | 59,4 % | –        | –      | 29,2 % | 04,2 %   | 02,1 % | 05,1 %    |
| 1987              | 56,9 % | –        | –      | 34,3 % | 03,2 %   | 03,2 % | 01,5 %    |
| 1986              | 54,2 % | –        | –      | 35,4 % | 06,4 %   | 02,4 % | 01,6 %    |
| Dez. 1982         | 65,4 % | –        | –      | 28,5 % | 04,3 %   | 01,3 % | 00,6 %    |
| Jun. 1982         | 54,7 % | –        | –      | 34,2 % | 05,2 %   | 04,2 % | 01,7 %    |

Bei den Wahlen zur Bezirksversammlung gehört der Stadtteil zum Wahlkreis St. Georg, Hammerbrook, Borgfelde, Rothenburgsort. Bei Bundestagswahlen zählt Rothenburgsort zum Bundestagswahlkreis Hamburg-Mitte.

## Kultur und Sehenswürdigkeiten

### Bauwerke
Von weitem sichtbar ist der 64 Meter hohe Turm auf dem Gelände der Wasserwerke, der als Wahrzeichen von Rothenburgsort gilt. Er wurde 1848 nach Plänen von Alexis de Chateauneuf errichtet und steht heute unter Denkmalschutz. Im Rahmen der von William Lindley konzipierten zentralen Wasserversorgung in Hamburg („Wasserkunst“) wurde von dem Turm aus Flusswasser, das über drei Absetzbecken aus der Elbe entnommen wurde, als Trinkwasser in die Haushalte geleitet. Dabei war er – im Unterschied z. B. zum heutigen Planetarium im Stadtpark oder zum Sternschanzenturm – kein Wasserhochbehälter. Vielmehr wurde das Wasser durch Pumpen in ein Steigrohr, das sich im Turm befand, gedrückt und lief von dort in das Leitungssystem. Erst nachdem das ungefilterte Wasser im Jahre 1892 die große Cholera-Epidemie in Hamburg bewirkt hatte, wurden auf der Insel Kaltehofe Sandfilter zur Reinigung des Wassers errichtet. Diese hatte bereits Lindley geplant, sie erschienen der Stadt jedoch zunächst zu kostspielig.
Stadtbildprägend ist zudem die Kirche St. Erich am Billhorner Röhrendamm. Sie entstand in den Jahren 1961 bis 1963 und ist der Nachfolgebau der im Krieg zerstörten St. Josefskirche am Bullenhuser Damm. Der Entwurf für das moderne Kirchenbauwerk, das von außen einem großen Fisch ähnelt, stammt von Reinhard Hofbauer.
Vor allem von der S-Bahn-Linie S2 zwischen den Bahnhöfen Berliner Tor und Rothenburgsort fällt der markante Kirchturm ins Auge.
Westlich der Billhorner Brückenstraße befindet sich die Großtankstelle Brandshof, die 1953 durch Wilhelm Mastiaux und Ulrich Rummel für die Deutsche Benzol-Vertrieb GmbH errichtet wurde und seit dem 18. Januar 2010 in die Denkmalliste der Stadt Hamburg aufgenommen worden ist. Das Gebäude ist eine der letzten erhaltenen Tankstellen aus den 50er Jahren. Zwischen August 2010 und September 2011 wurde die Anlage umfassend saniert. Heute wird sie als auf Oldtimer spezialisierte Prüfstelle des GTÜ und Café genutzt.

### Naturdenkmäler
Die Billwerder Bucht bildet ein Süßwasserwatt, das als Ausweichquartier für die aus dem Mühlenberger Loch vertriebenen Löffelenten dient (während die Krickente die bei Hahnöfersand neu geschaffenen Wattflächen annimmt). Der Holzhafen im südlichen Teil der Billwerder Bucht steht unter Naturschutz. Auch die benachbarten Filterbecken des Wasserwerks auf der Insel Kaltehofe und der Billwerder Insel bieten Rast- und Brutmöglichkeiten für Wasservögel wie den Zwergtaucher. Alles das spielt sich vor der imposanten Kulisse des Heizkraftwerks Tiefstack ab, das im benachbarten Billbrook steht.

### Denkmäler
Das „Denkmal aus Anlass des 60. Jahrestages des Hamburger Feuersturms in Rothenburgsort“ ist ein Projekt von Volker Lang. Das kleine Gebäude ist in seinen Proportionen – in verkleinertem Maßstab 1:2,5 – einem „Terrassenhaus“ nachempfunden. Dieser Bebauungstyp wurde um 1880 für Arbeiterquartiere in Hamburg entwickelt und prägte bis zu der Zerstörung auch den Charakter des Stadtteils Rothenburgsort. Im Innern sind Fragmente aus Berichten von Menschen, die die Bombenangriffe erlebt haben, und Fragmente aus literarischen Texten angebracht. Das Denkmal ist jeden ersten und dritten Sonntag im Monat von 14 bis 16 Uhr geöffnet.

### Parks
Zur Erholung steht den Rothenburgsortern der Elbpark Entenwerder zur Verfügung, der in den 1990ern umgebaut und modernisiert wurde. Er liegt als Halbinsel in der Elbe in der Nähe der Elbbrücken und ist vom Osten per Pkw anfahrbar und vom Westen über eine Fußgängerbrücke zu erreichen. Der Park ist ca. 16 Hektar groß. Mit dem Entenwerder Fährhaus befindet sich ein traditionsreiches Ausflugslokal (seit 1872) im Park.
Weiterhin gibt es Trauns Park (mit Kindertagesstätte), der von 1923 bis 1925 vom ersten Hamburger Gartendirektor Otto Linne angelegt wurde und den Hexenpark neben dem Fußballplatz des FTSV Lorbeer.

Der jüngste der Rothenburgsorter Parks befindet sich auf der Elbinsel Kaltehofe. Die durch die Begradigung der Elbe 1875 und 1879 entstandene Insel beherbergte ein Wasserfiltrierwerk sowie eine Außenstelle des hygienischen Instituts der Stadt Hamburg. Im Jahre 1990 wurde sie aufgelassen und unter Naturschutz gestellt. Seit September 2011 sind Teile der Anlage als Naturlehrpfad und Park wieder der Öffentlichkeit zugänglich. Im ehemaligen Laborgebäude sowie einem neu entstandenen Erweiterungsbau befindet sich nun ein Museum über die Hamburger Wasserkunst sowie ein Café.
Der ehemalige Hexenpark in Rothenburgsort wurde November 2011 nach dem jüdischen Arzt Carl Stamm (1867–1941) umbenannt und heißt jetzt Carl-Stamm-Park.

### Sport
Der Sport Club Lorbeer von 1906 war bis zum Verbot der Arbeitersportbewegung durch die Nationalsozialisten 1933 einer der führenden Clubs im Arbeiterfußball. 1929 und 1931 konnte er die Bundesmeisterschaft des ATSB gewinnen. Bekannteste Spieler waren Erwin Seeler, der Vater von Uwe Seeler und Alwin Springer. Nach der Wiedergründung 1945 vereinigte sich Lorbeer bereits 1946 mit der Freien Turn- und Sportvereinigung Hammerbrook-Rothenburgsort von 1896 zur heutigen Freien Turn- und Sportvereinigung Lorbeer-Rothenburgsort von 1896. Diese war einer der Pioniervereine des Damenfußballs. Die Lorbeer-Frauen wurden viermal Hamburger Meister (darunter 1972 der erste ausgespielte Titel) und spielten bis 1994 in der Oberliga Nord.
Die übrigen Sportvereine im Stadtteil haben sich dem Wassersport verschrieben. Es sind der Biller Ruder Club von 1883, die Rudervereinigung Bille von 1896, der Biller Wassersport Schwalbe von 1892, die Niederdeutschen Wanderpaddler und die Seglerkameradschaft Hansa.

### Hanseatenhalle
Von 1935 bis 1943 stand in Rothenburgsort die Hanseatenhalle, seinerzeit mit über 25.000 Sitzplätzen die größte Sporthalle Europas.

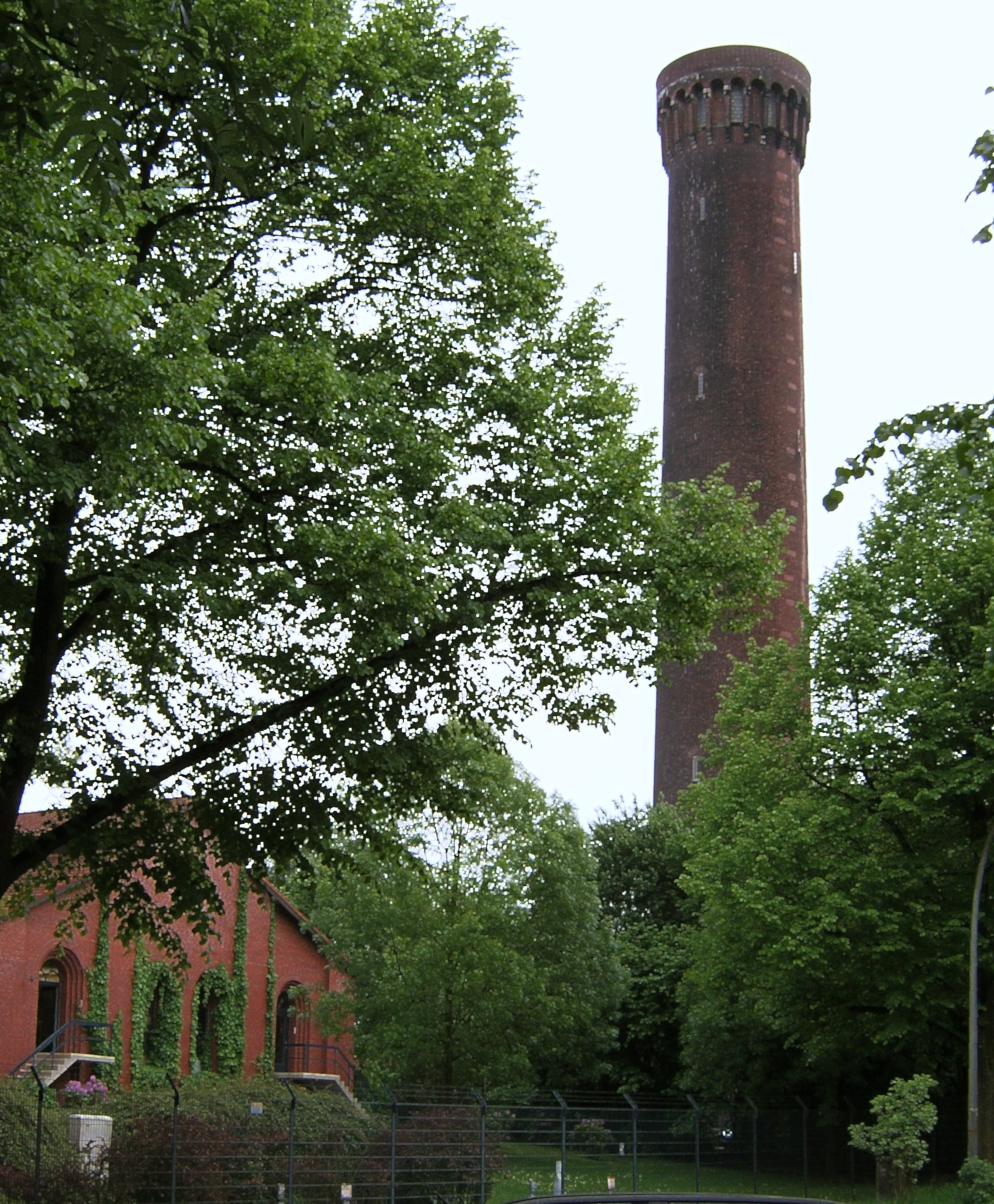
Der Wasserturm, „Wahrzeichen“ des Stadtteils
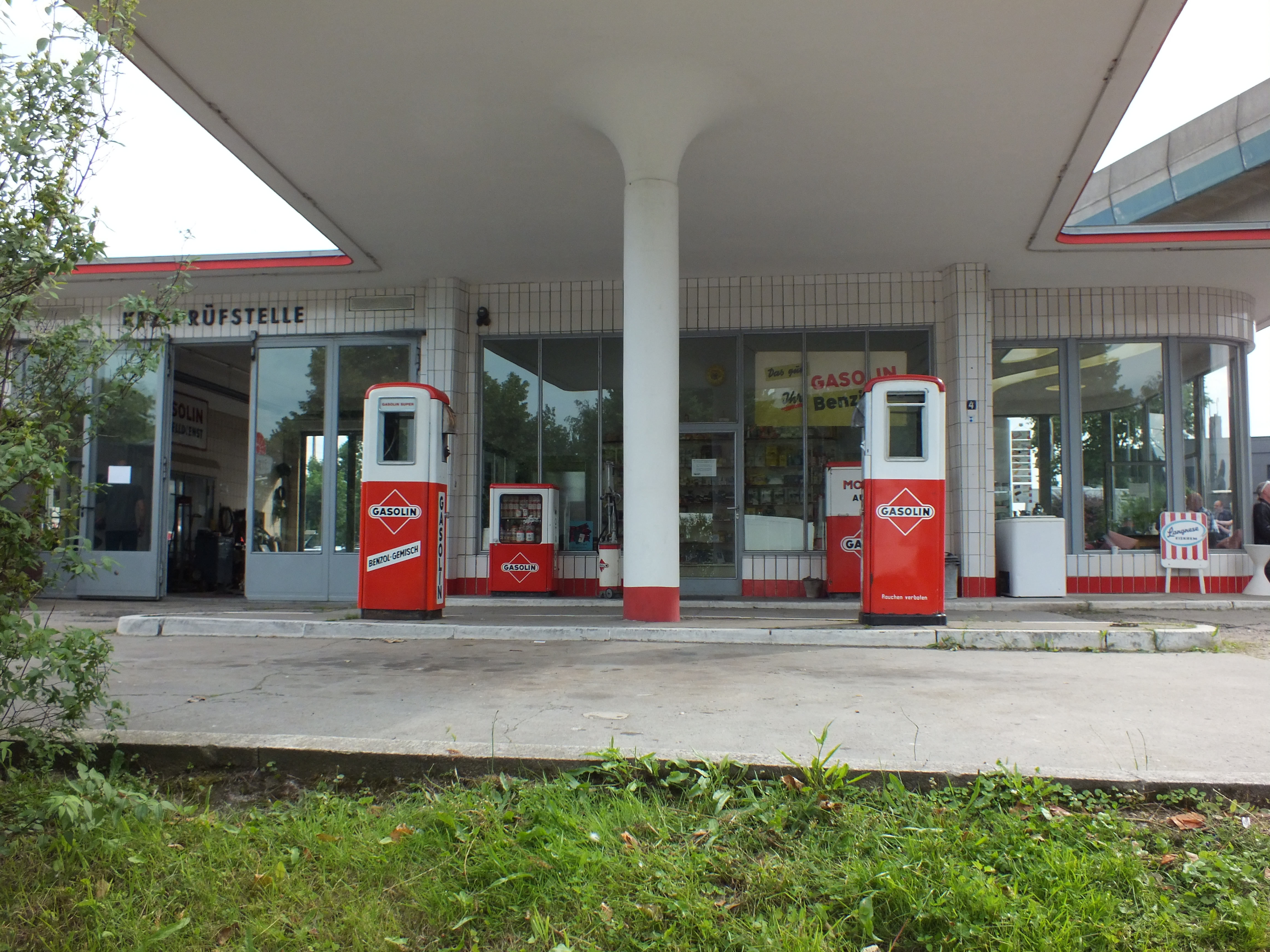
Oldtimertankstelle Brandshof
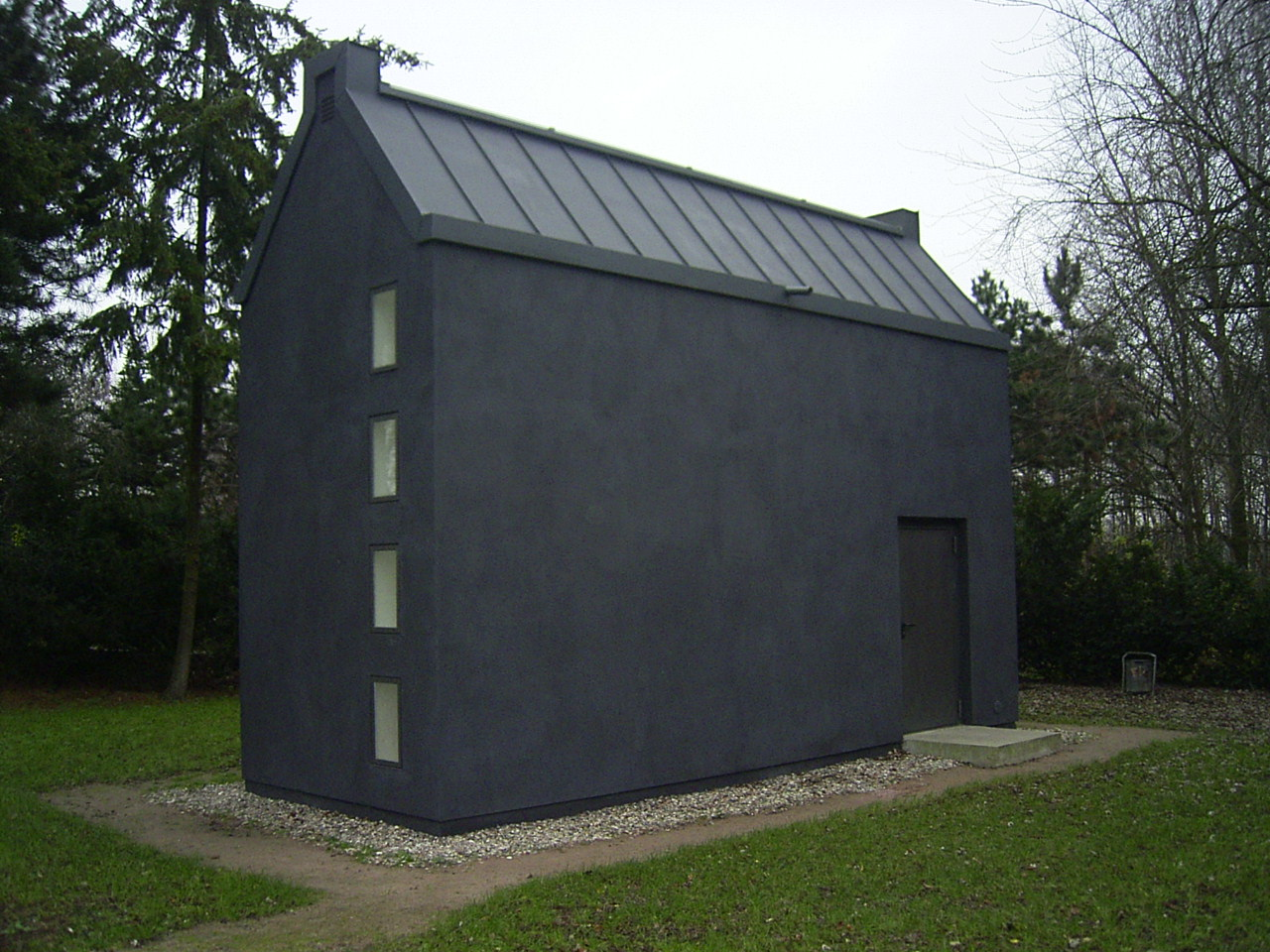
Denkmal von Volker Lang
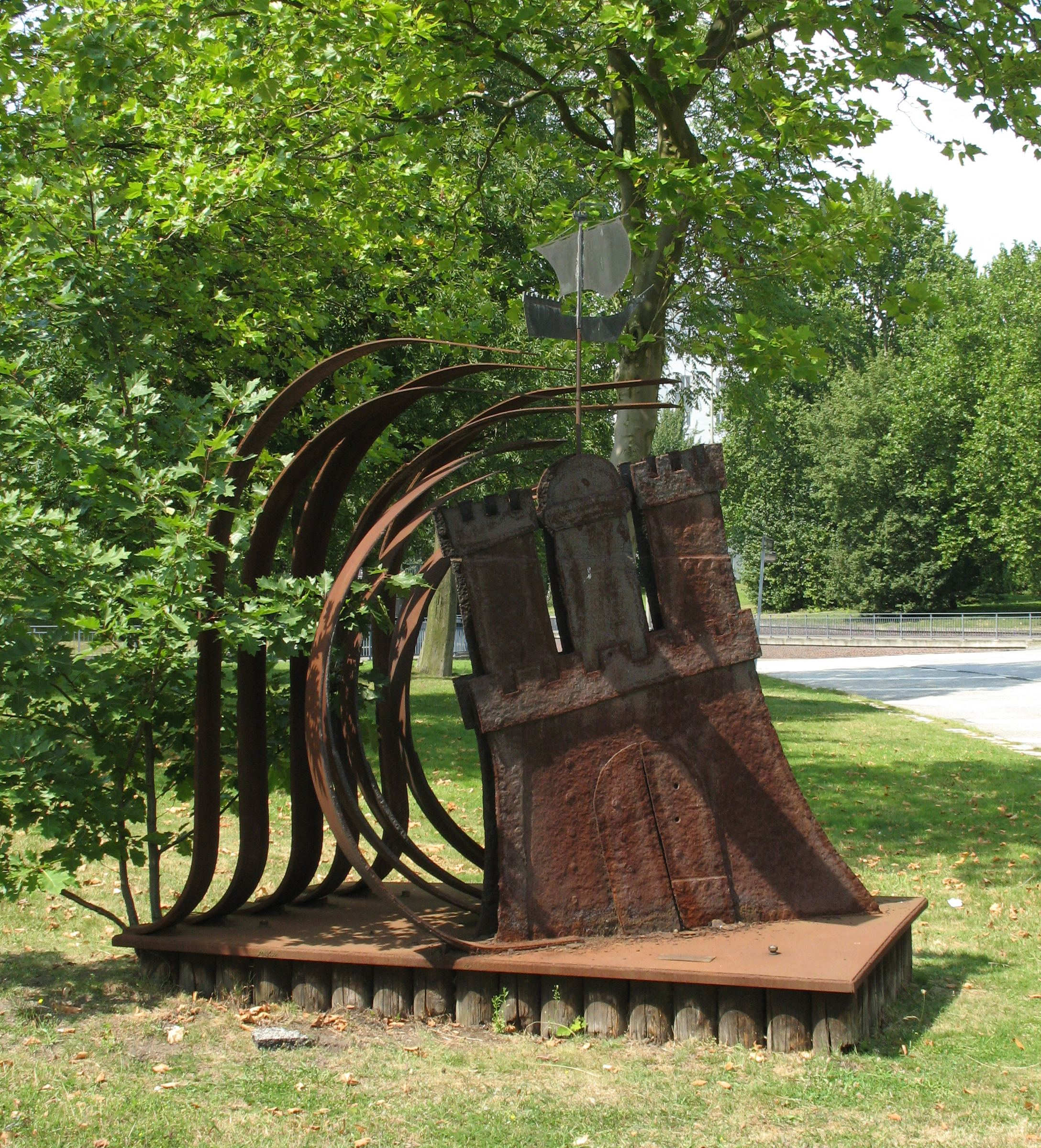
Stadtteilkulturaktion 1989 (am Billhorner Röhrendamm)
Schipper Jonny lebensgroße Bronzeplastik von Carsten Eggers in Hamburg-Rothenburgsort auf dem Marktplatz
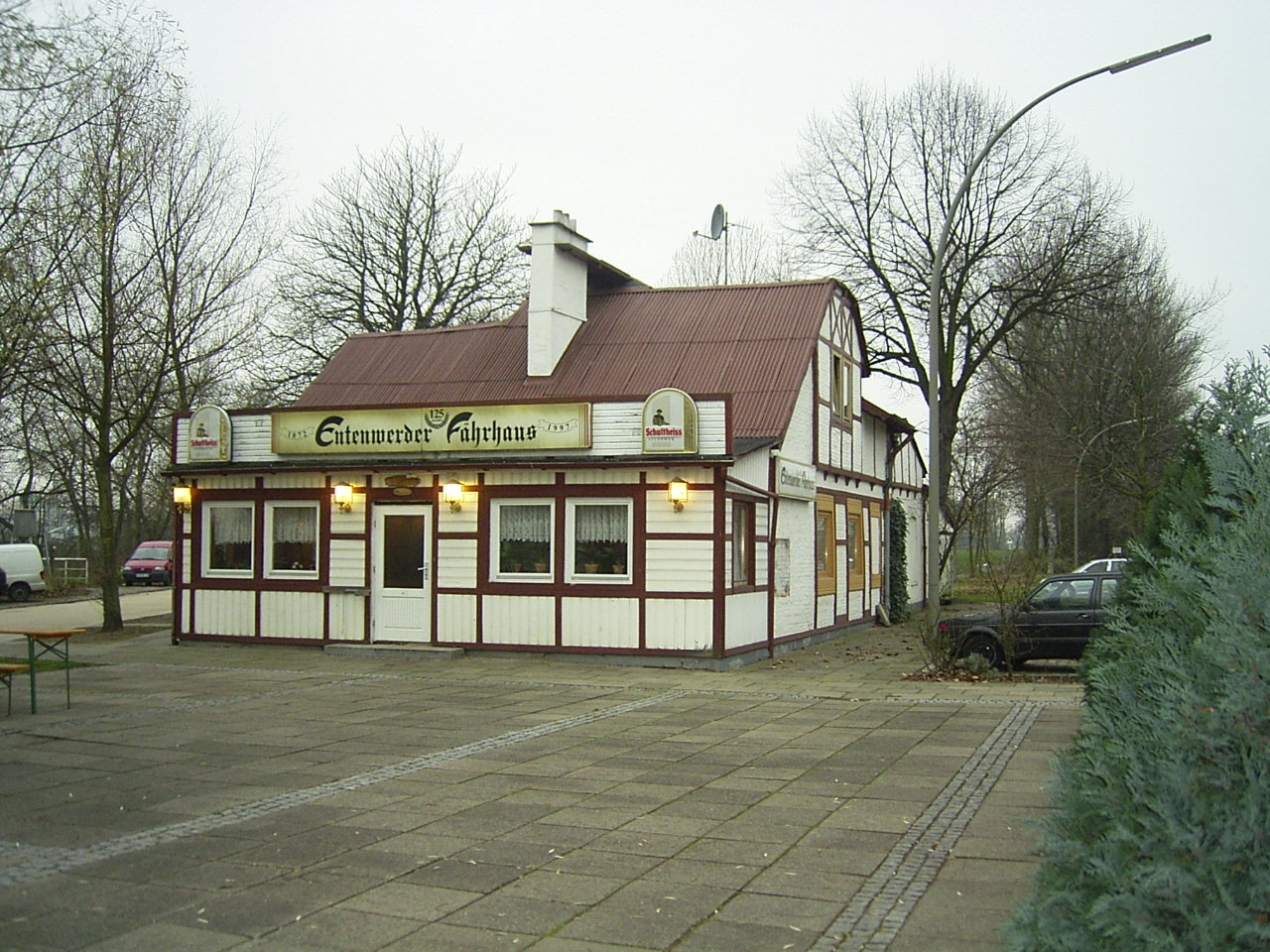
Das Entenwerder Fährhaus ist seit 1872 ein Ausflugslokal

## Wirtschaft und Infrastruktur

### Verkehr

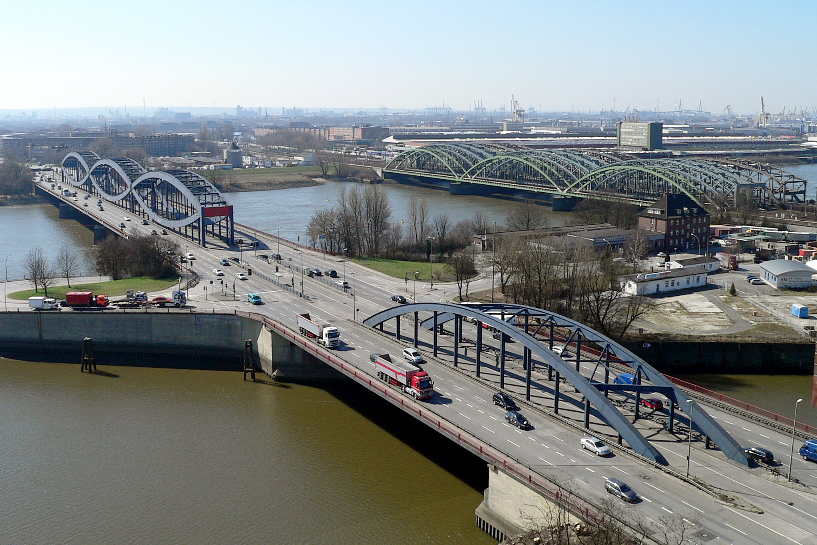
Die Billhorner Brücke und die Neue Elbbrücke, im Hintergrund die Eisenbahn-Elbbrücke, von Rothenburgsort aus gesehen

#### Straßenverkehr
Am westlichen Rand des Stadtteils treffen die Bundesstraßen 4 (Amsinckstraße) und 75 (Heidenkampsweg) zusammen, um als Billhorner Brückenstraße in südsüdwestlicher Richtung weiterzuführen. Sie überqueren den Oberhafenkanal auf der Billhorner Brücke und die Norderelbe auf der 1888 errichteten und 1960 erweiterten Neuen Elbbrücke in Richtung Veddel.
Hauptstraße im Rothenburgsorter Wohngebiet ist der Straßenzug Billhorner Röhrendamm–Vierländer Damm–Ausschläger Allee, der von der Brandshofer Schleuse im Westen zur Brücke über den Tiefstackkanal im Osten verläuft. Er unterquert den Billhorner Röhrendamm an einer um 1950 errichteten Kleeblattkreuzung, die seinerzeit als modernstes Verkehrsbauwerk in Hamburg gefeiert wurde. Seitdem über der Banksstraße, einer westlich daran anschließenden damaligen Ausfallstraße der Hamburger Innenstadt, der Großmarkt Hamburg errichtet wurde und am Übergang von Vierländer Damm und Ausschläger Allee ein Pollerbauwerk, durch das nur schmale Fahrzeuge passieren können, hat diese Verbindung nur noch lokale Bedeutung.
Durch das südliche Ende des Stadtteils verläuft ein Stück der Bundesautobahn 1, die als Südliche Umgehung Hamburg hier die Norderelbe auf einer Hängebrücke in Richtung des Autobahnkreuzes Hamburg Süd überquert.

#### Schienenverkehr

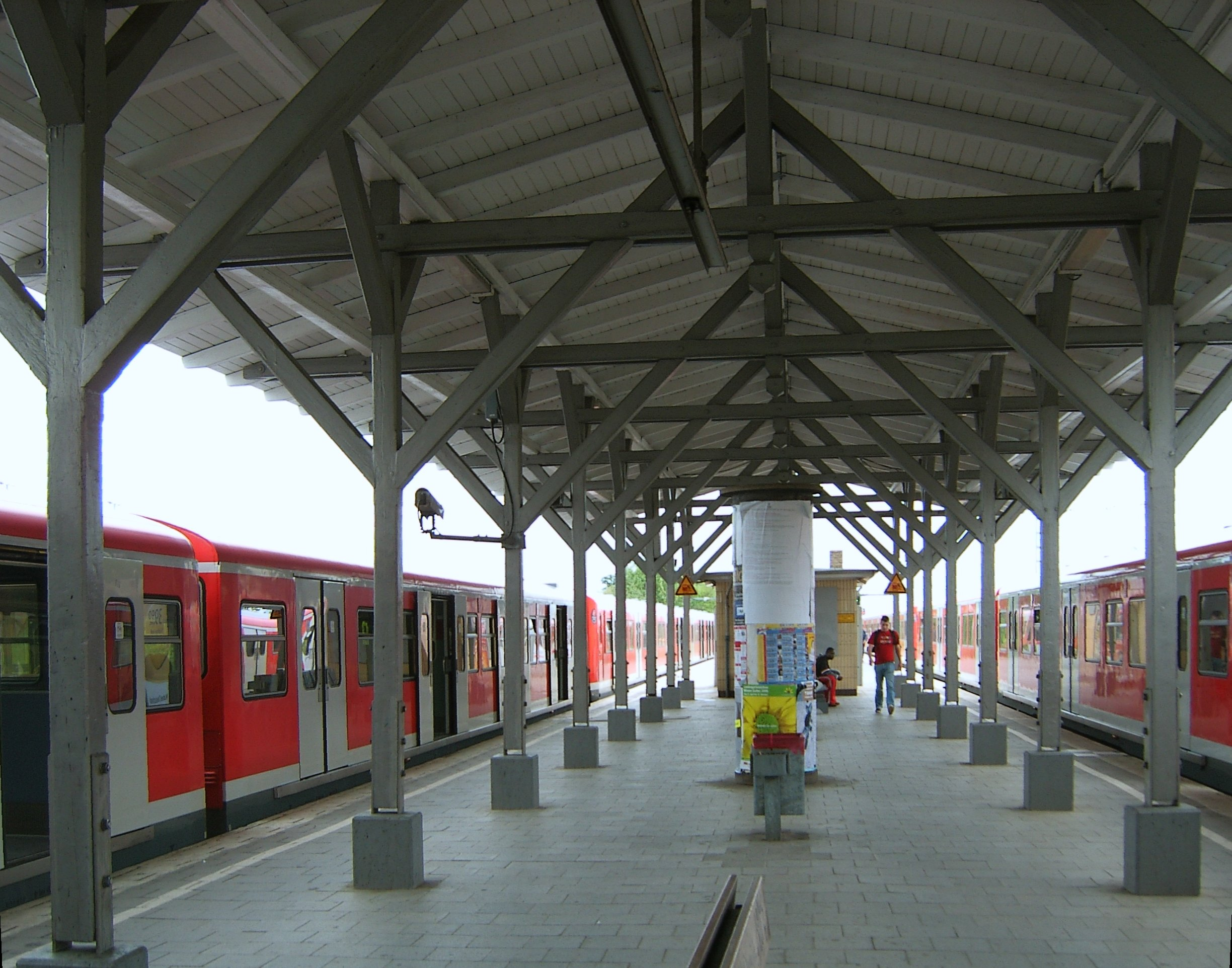
S-Bahn-Station Rothenburgsort

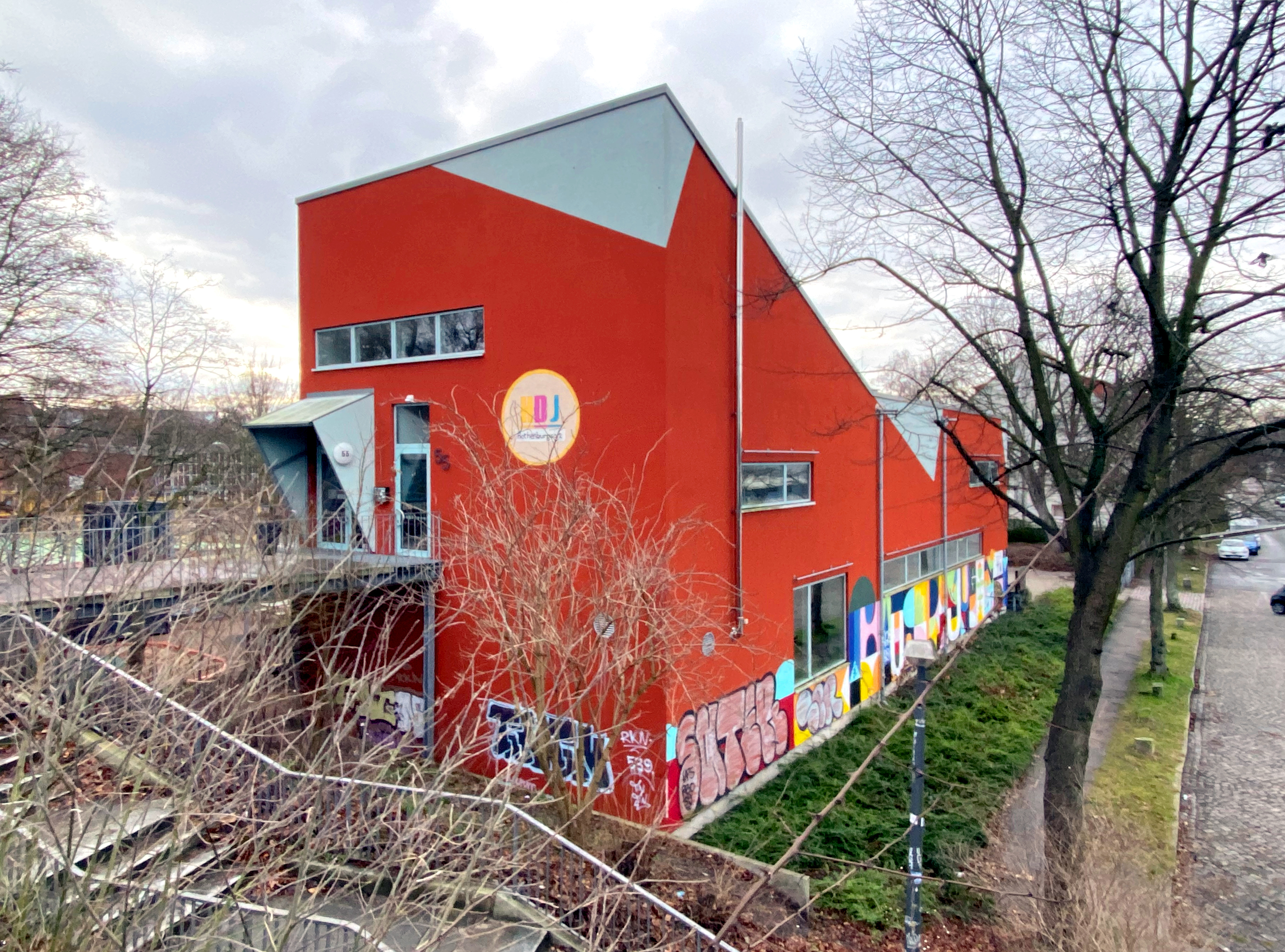
Haus der Jugend Billhorner Deich

Seit 1842 führt durch Rothenburgsort die Hamburg-Bergedorfer Eisenbahn, die 1846 als Berlin-Hamburger Bahn nach Berlin verlängert wurde. In Rothenburgsort entstanden ein großer Rangierbahnhof, der 1999 aufgelöst wurde, und Ende der 1870er Jahre das Bahnbetriebswerk Hamburg-Rothenburgsort, das 1972 aufgelöst wurde.
Seit 1902 endet am Rangierbahnhof, aus Richtung Hamburg-Hamm kommend, die Güterumgehungsbahn Hamburg.
Ebenfalls um 1900 errichtete die Preußische Staatsbahn eine Eisenbahnstrecke auf einem Damm, die von der Brücke über den Tiefstackkanal im Osten des Stadtteils nach Nordwesten in Richtung des Bahnhofs Berliner Tor verläuft. Auf dieser Strecke, an der die Haltepunkte Tiefstack und Rothenburgsort liegen, verkehrt seit 1959 die Hamburger S-Bahn, heute mit den Linie S2.
Nördlich des Haltepunkts Tiefstack erstreckt sich der Rangierbahnhof Tiefstack der Billwerder Industriebahn. Von 1907 bis 1952 gab es dort auch Personenverkehr nach Billbrook und weiter über die Südstormarnsche Kreisbahn nach Trittau.
Am Bahnhof Rothenburgsort endete von 1915 bis 1943 eine oberirdische Zweigstrecke der Hamburger U-Bahn, die eine weitere Haltestelle Brückenstraße an der heutigen Kreuzung Heidenkampsweg-Billhorner Brückenstraße/Amsinckstraße besaß und nach den Zerstörungen des Zweiten Weltkriegs nicht wieder aufgebaut wurde. Der Streckenverlauf ist auf der Rückseite der Häuser an der Billstraße noch gut zu erkennen, auch ein Brücken-Widerlager am Bahnhof Rothenburgsort ist noch erhalten.
Der nördliche Brückenkopf der Eisenbahnbrücken über die Norderelbe sowie ein Teil der daran anschließenden Viaduktstrecke der S-Bahn (Linien S3 und S5) liegen ebenfalls in Rothenburgsort.

### Öffentliche Einrichtungen
- Die Hamburger Umweltbehörde hatte vom Anfang der 1990er-Jahre bis 2013 ihren Sitz in einem Bürokomplex an der Billstraße 84.
- Die Hamburger Behörde für Gesundheit und Verbraucherschutz sowie das Landesprüfungsamt für Heilberufe haben ihren Sitz an der Billstraße 80.
- In der Marckmannstraße liegt das Institut für Hygiene und Umwelt.
- Die Freiwillige Feuerwehr Rothenburgsort/Veddel sitzt in der Billhorner Kanalstraße 45.
- In der Ausschläger Allee 179 befindet sich die Zentrale Fahrzeugverwahrstelle für abgeschleppte Fahrzeuge der Polizei Hamburg.

### Bildung
- Die Schule Marckmannstraße in der Marckmannstraße 60 ist eine staatliche Sonderschule mit Förderschwerpunkt geistige Entwicklung, die Kleinklassen für Schüler mit geistiger Beeinträchtigung anbietet.
- Die nach Friedrich Heinrich Köhne Fritz-Köhne-Schule (FKS) in der Marckmannstraße 61 ist eine staatliche teilgebundene Ganztagsgrundschule mit einer Beobachtungsstufe und einer Vorschule. Sie bietet Auffang- und Regelklassen sowie einen „pädagogischen Mittagstisch“ an.
- Das Berufsförderungswerk (bfw)[9] des Deutschen Gewerkschaftsbundes im Ausschläger Billdeich 18 bietet Fort- und Weiterbildungsmaßnahmen im Bereich der Metallbearbeitung an. Der Gebäudekomplex des ehemaligen Standortes des bfw in der Billstraße 117–119 grenzte nördlich an den Bahnhof Rothenburgsort und umfasst das Gelände der ehemaligen Hochbahnstation.
- Die Berufsfachschule der Feuerwehr Hamburg für Nofallsanitäterinnen und Notfallsanitäter im Ausschläger Elbdeich 2 ist die zentrale Ausbildungsstätte für Notfallsanitäter der Feuerwehr Hamburg.

### Unternehmen

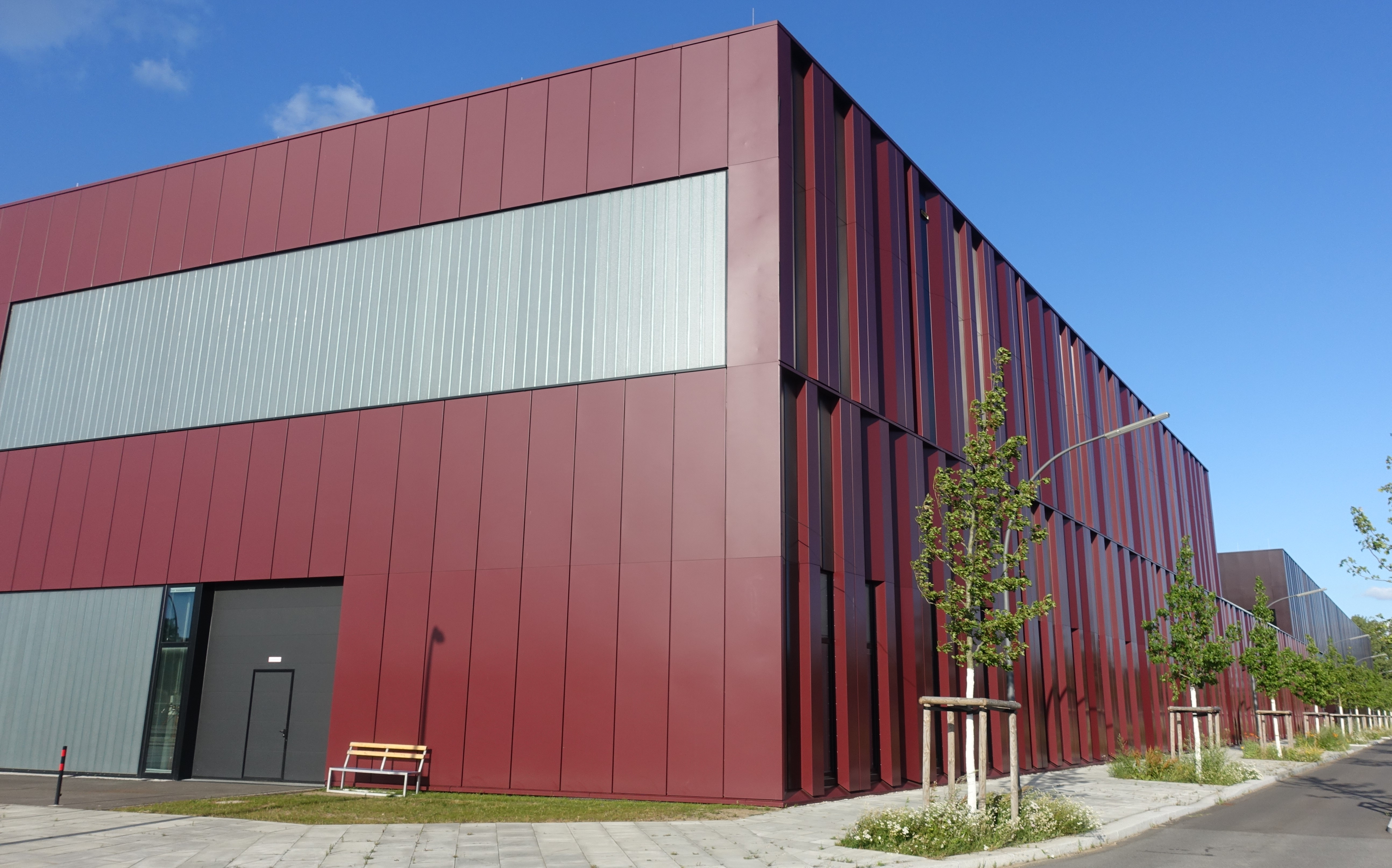
Werkstätten der Hamburger Staatsoper auf dem Gelände des ehemaligen Huckepackbahnhofs.

- Rothenburgsort beherbergt die Unternehmenszentrale des zweitgrößten deutschen Trinkwasserver- und Abwasserentsorgungsunternehmens in städtischer Hand, der Hamburg Wasser. Das Unternehmen unterhält hier mit dem Wasserforum ein Museum zur Geschichte der Hamburger Wasserversorgung.
- Die Hamburg Netz GmbH, ein Gemeinschaftsunternehmen der Freien und Hansestadt Hamburg und der HanseWerk GmbH (ein Unternehmen E.ON. SE), hat seinen Unternehmenssitz ebenfalls in Rothenburgsort. Die Hamburg Netz GmbH betreibt mit 510 Mitarbeitern, davon 70 Azubis, das 7900 km lange Erdgasnetz in Hamburg. Der Unternehmenssitz befindet sich auf dem Gelände des ehemaligen Gaswerkes Tiefstack am Ausschläger Elbdeich 127.[10]
- Die Unternehmenszentrale der Tochterfirma des Nutzfahrzeugherstellers Iveco Iveco Nord Nutzfahrzeuge GmbH befindet sich ebenfalls am Ausschläger Elbdeich 119.
- An der Billstraße 82 liegt die Niederlassung Hamburg des Unternehmens Dataport.
- An der Ausschläger Allee 178 liegt die Hamburg-Niederlassung der Sortimo International GmbH.
- Werkstätten der Hamburger Staatsoper auf dem Gelände des ehemaligen Huckepackbahnhofs

## Mit Rothenburgsort verbundene Persönlichkeiten
- Hans Mahler (1900–1970), Volksschauspieler und Theaterregisseur, geboren in Rothenburgsort
- Max Schmeling (1905–2005), Profiboxer, kämpfte am 10. März 1935 in der Hanseatenhalle (Zollvereinsstraße) gegen Steve Hamas. Ab spätestens 1911 wohnte Familie Schmeling in der Lindleystraße 75 im II. OG.[11] Max wurde in der Volksschule Stresowstraße eingeschult und hatte zu seinem Sportlehrer Carl Burghardt bis ins hohe Alter Kontakt.[12]
- Erwin Seeler (1910–1997), Fußballspieler, der 16 Jahre lang für Rothenburgsort 96 und den SC Lorbeer 06 spielte
- Fasia Jansen (1929–1997), Liedermacherin und Friedensaktivistin, aufgewachsen in Rothenburgsort
- Arnold Kludas (1929–2023), Schifffahrtshistoriker aus Rothenburgsort
- Dieter Seeler (1931–1979), Fußballspieler (HSV, Altona 93), geboren in Rothenburgsort
- Alexandra (1942–1969), Sängerin, die in Rothenburgsort lebte
- Bernd Begemann (* 1962), Musiker, lebte in den 1990er Jahren in Rothenburgsort
- Serdar Dursun (* 1991), Fußballspieler, aufgewachsen in Rothenburgsort
- Morsal Obeidi (1991–2008), Einwohnerin, die 2008 von ihrem Bruder ermordet wurde